# La Ferté-sur-Chiers
La Ferté-sur-Chiers és un municipi francès situat al departament de les Ardenes i a la regió del Gran Est. L'any 2007 tenia 189 habitants.

## Demografia

### Població
El 2007 la població de fet de La Ferté-sur-Chiers era de 189 persones. Hi havia 91 famílies de les quals 37 eren unipersonals (21 homes vivint sols i 16 dones vivint soles), 21 parelles sense fills, 25 parelles amb fills i 8 famílies monoparentals amb fills.
La població ha evolucionat segons el següent gràfic:
Habitants censats

### Habitatges
El 2007 hi havia 102 habitatges, 87 eren l'habitatge principal de la família, 5 eren segones residències i 10 estaven desocupats. 97 eren cases i 5 eren apartaments. Dels 87 habitatges principals, 66 estaven ocupats pels seus propietaris, 21 estaven llogats i ocupats pels llogaters i 1 estava cedit a títol gratuït; 5 tenien tres cambres, 18 en tenien quatre i 64 en tenien cinc o més. 52 habitatges disposaven pel capbaix d'una plaça de pàrquing. A 35 habitatges hi havia un automòbil i a 31 n'hi havia dos o més.

### Piràmide de població
La piràmide de població per edats i sexe el 2009 era:
| Homes | Edats   | Dones |
| ----- | ------- | ----- |
| 0     | 95 o +  | 0     |
| 4     | 90 a 94 | 0     |
| 0     | 85 a 89 | 0     |
| 4     | 80 a 84 | 0     |
| 8     | 75 a 79 | 4     |
| 8     | 70 a 74 | 4     |
| 8     | 65 a 69 | 12    |
| 4     | 60 a 64 | 8     |
| 8     | 55 a 59 | 4     |
| 8     | 50 a 54 | 12    |
| 4     | 45 a 49 | 4     |
| 8     | 40 a 44 | 4     |
| 8     | 35 a 39 | 12    |
| 8     | 30 a 34 | 8     |
| 4     | 25 a 29 | 0     |
| 4     | 20 a 24 | 4     |
| 8     | 15 a 19 | 8     |
| 16    | 10 a 14 | 12    |
| 12    | 5 a 9   | 4     |
| 0     | 0 a 4   | 0     |

## Economia
El 2007 la població en edat de treballar era de 112 persones, 80 eren actives i 32 eren inactives. De les 80 persones actives 70 estaven ocupades (44 homes i 26 dones) i 10 estaven aturades (5 homes i 5 dones). De les 32 persones inactives 10 estaven jubilades, 7 estaven estudiant i 15 estaven classificades com a «altres inactius».

### Ingressos
El 2009 a La Ferté-sur-Chiers hi havia 83 unitats fiscals que integraven 173 persones, la mediana anual d'ingressos fiscals per persona era de 14.371 €.

### Activitats econòmiques
Dels 5 establiments que hi havia el 2007, 2 eren d'empreses de fabricació d'altres productes industrials i 3 d'empreses de construcció.
Dels 4 establiments de servei als particulars que hi havia el 2009, 1 era un taller de reparació d'automòbils i de material agrícola, 1 paleta i 2 lampisteries.
L'any 2000 a La Ferté-sur-Chiers hi havia 9 explotacions agrícoles.

## Poblacions més properes
El següent diagrama mostra les poblacions més properes.